# Василь (Івасюк)
Васи́ль Івасю́к (нар. 21 січня 1960, Дора, нині в межах міста Яремче, Івано-Франківська область) — правлячий Архієрей Коломийської єпархії УГКЦ.

## Життєпис
Василь Івасюк народився 21 січня 1960 року у селі Дора поблизу м. Яремче на Івано-Франківщині.
Закінчивши середню школу, вступив до Інституту меліорації в Рівному. Тоді ж відвідував підпільну духовну семінарію. Відтак продовжив вивчати теологію у Вищій духовній семінарії в Тернополі, а потім — в Папському Григоріанському університеті в Римі, де у 2003 році отримав ліценціат з догматичного богослов'я.
Рукоположений на священика 16 серпня 1989 року.
Спочатку працював у підпіллі в Тернопольській та Івано-Франківській областях. У грудні 1989 року став парохом у Старому Місті та Підгайцях; у серпні 1990 року — парохом і деканом в Бережанах.
У 1993 році був призначений канцлером Зборівської єпархії, а наступного року — вікарієм тієї ж єпархії та настоятелем церкви Преображення Господнього у Зборові.
1 червня 1996 року призначений протосинкелом Зборівської єпархії. Після повернення з Риму став протосинкелом Сокальської єпархії.
28 липня 2003 року Святіший Отець Іван Павло ІІ ухвалив призначення всечеснішого отця Василя Івасюка першим Екзархом Одесько-Кримським. 28 вересня 2003 року, в 15-ту неділю після Зіслання Святого Духа, відбулася архієрейська хіротонія. Головним святителем був Блаженніший Любомир Кардинал Гузар, а співсвятителями — Правлячий Архієрей Самбірсько-Дрогобицької єпархії Преосвященний Юліан Вороновський та Правлячий Архієрей Сокальської єпархії Преосвященний Михаїл Колтун.